# Pascal Schmuki
Pascal Schmuki (* 3. April 2004 in Pfäffikon ZH) ist ein Schweizer Unihockeyspieler, der beim schwedischen Spitzenclub Storvreta IBK unter Vertrag steht und auf der Position des Verteidigers spielt.

## Karriere
Schmuki begann seine Unihockey Karriere in Pfäffikon ZH bei seinem Stammverein, den Zürich Oberland Pumas. Im U14-Alter wechselte er in den Nachwuchs des UHC Uster, bei dem er sämtliche Juniorenstufen durchlief und 2018 mit der U16-Auswahl in die höchste Spielklasse aufstieg.
Sein Debüt in Usters NLA-Mannschaft gab Schmuki am 24. Januar 2021 beim Auswärtsspiel gegen den SV Wiler-Ersigen. In den Folgejahren etablierte er sich als Stammspieler und steigerte sein Scoringvermögen stark – insbesondere in der Saison 2023/24 war er mit 28 Punkten aus 27 Spielen zweitbester Scorer seiner Mannschaft. Insgesamt erreichte er in vier NLA-Spielzeiten 87 Punkte in 113 Spielen für Uster. Neben seinen Scorerwerten zeichnete sich Schmuki durch konstante Defensivleistung aus.
Im April 2025 wechselte er zum neunfachen schwedischen Meister Storvreta IBK. Mit Storvreta IBK soll Schmuki in den kommenden Jahren um nationale Meistertitel und internationale Erfolge spielen.

### International
Schmuki wurde früh für die Schweizer Nationalteams nominiert. Im U19-Bereich war er Teil des Kaders, das bei der U19-Weltmeisterschaft 2023 in Dänemark die Silbermedaille gewann. Für die Leistungen in diesem Turnier wurde er in das All-Star-Team des Turniers gewählt. Danach rückte er in das Kader der Schweizer A-Nationalmannschaft auf. Sein Debüt für die Herren-«Nati» feierte er im November 2023 an der Euro Floorball Tour in Malmö (Schweden). Anfang Februar 2024 erzielte Schmuki beim WM-Qualifikationsturnier in Slowenien sein erstes Tor für die A-«Nati» im Spiel gegen Italien (Endstand 16:2) und lieferte zudem einen Assist gegen Gastgeber Slowenien.
Schmuki gehörte schliesslich zum Kader der Schweizer Nationalmannschaft bei der Floorball-Weltmeisterschaft 2024 in Malmö und war gesetzte Stammkraft in der Schweizer Abwehr. Die Mannschaft belegte Rang fünf.